# Erigone angela
Erigone angela är en spindelart som beskrevs av Chamberlin och Ivie 1939. Erigone angela ingår i släktet Erigone och familjen täckvävarspindlar. Inga underarter finns listade i Catalogue of Life.